# Wasit
Wasit (arab. واسط) – jedna z 18 prowincji Iraku. Znajduje się we wschodniej części kraju. Jej stolicą jest Al-Kut.